# Reggiane Re.2003

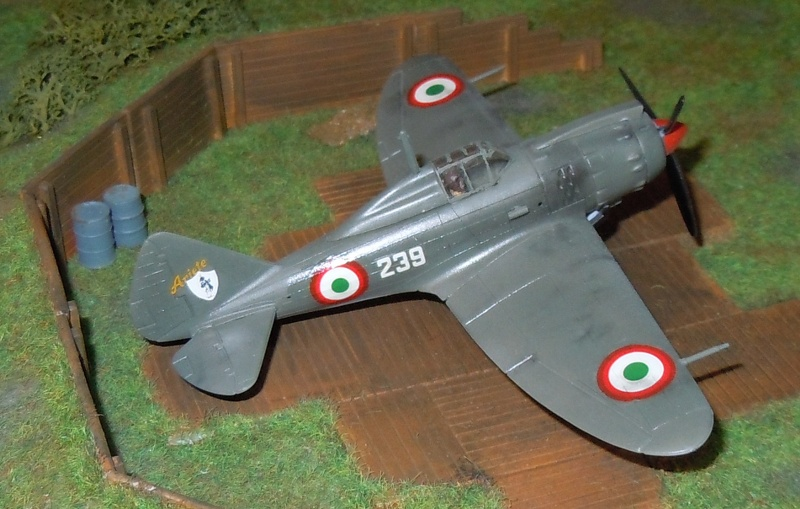
Modelo a escala de un Reggiane Re.2002, modelo del que evoluciona el Reggiane Re.2003.

El Reggiane Re.2003 fue un avión de reconocimiento monomotor de ala baja fabricado por la compañía italiana Reggiane a principios de los años 40, basándose en un alargamiento del cazabombardero Reggiane Re.2002 para poder conseguir espacio para un segundo asiento en la cabina. Estaba previsto que el Re.2003 sustituyera al ya desfasado biplano de reconocimiento IMAM Ro.37 que la Regia Aeronautica utilizaba en esos momentos, motivo por el cual la misma realizó un pedido de 200 unidades el 16 de diciembre de 1941, pero finalmente el pedido fue cancelado en febrero de 1942, para poder dar prioridad a la construcción de cazabombarderos Re.2002, ya que en esos momentos los bombardeos por parte del bando aliado eran numerosos, por lo que únicamente se construyó un prototipo, quedando otro a media fabricación.

## Diseño
El Reggiane Re.2003 consistía en la modificación de un Re.2002 al que se le había alargado la cabina para situar otro asiento en tándem, que sería el lugar que pasaría a ocupar el observador, detrás del piloto. Además, el aparato contaba con un nuevo equipo de radio y cámaras para poder realizar misiones de reconocimiento aéreo, aunque su armamento era limitado, sobre todo en el aspecto defensivo del avión.
Inicialmente estaba previsto que fuera equipado con el motor radial Fiat A.74 RC.38, pero finalmente fue elegido el también radial Piaggio P.XI RC 40 Bis. Tenía capacidad para albergar hasta 674 litros de combustible en sus depósitos ubicados en las alas y en el fuselaje, los cuales le proporcionaban un alcance de 720 km, algo más reducido que el del modelo del cual era una evolución, el Re.2002, siendo capaz de recorrer 1.100 km.

## Operadores
Italia
- Regia Aeronautica: operó el único prototipo que se construyó, y realizó un pedido de 200 unidades el 16 de diciembre de 1941 que finalmente fue cancelado en febrero de 1942,[1] para así poder dar prioridad a la construcción de cazabombarderos Re.2002,[2] con la intención de que pudieran hacer frente a los bombarderos aliados.

## Especificaciones

### Características generales
- Tripulación: 2
- Longitud: 8,08 m
- Envergadura: 11 m (36,1 ft)
- Altura: 3,2 m
- Superficie alar: 20,4 m²
- Peso vacío: 2.470 kg
- Peso máximo al despegue: 3.320 kg
- Planta motriz: motor radial 14 cilindros Piaggio P.XI RC 40 Bis.
  - Potencia: 1.175 cv cada uno.

### Rendimiento
- Velocidad máxima operativa (Vno): 510 km/h 316 mph
- Alcance: 720 km (389 nmi; 447 mi)
- Techo de vuelo: 9754 m (32 000 ft)

### Armamento
- Ametralladoras: 4× 

  - 2x Breda-SAFAT de 12,7 mm.
  - 2x Breda-SAFAT de 7,70 mm.
- Puntos de anclaje: 3 con una capacidad de más de 500 kg, para cargar una combinación de:  
  - Bombas: de propósito general.

### Desarrollos relacionados
- Reggiane Re.2002

### Secuencias de designación
- Aviones de Reggiane: Re.2000 • Re.2001 • Re.2002 • Re.2003 • Re.2004 • Re.2005 • Re.2006 • Re.2007